# جنرال موتورز
جنرال موتورز (به انگلیسی: General Motors، اختصار: جی‌ام (GM)) شرکت خودروسازی چندملیتی آمریکایی است، که ستاد مرکزی آن در ساختمان رنسانس سنتر، در شهر دیترویت ایالت میشیگان قرار دارد و در زمینه طراحی، توسعهٔ فناوری و تولید انواع خودرو و قطعات خودرو همچنین ارائه خدمات مالی مربوط فعالیت می‌کند.
این شرکت، از سال ۱۹۳۱ تا ۲۰۰۷ میلادی به‌عنوان بزرگ‌ترین شرکت خودروسازی در جهان شناخته می‌شد، اما در سال ۲۰۰۸ شرکت تویوتا از آن پیشی گرفت. بنابر گزارش مرکز پژوهش نویگنت در اوایل سال ۲۰۱۷ شرکت جنرال موتورز پس از شرکت فورد موتور در دومین رده برترین سازندگان خودروهای خودران قرار دارد.
جنرال موتورز ازنظر عملیاتی به ۵ بخش اصلی تفکیک می‌شود، که عبارتند از: جی‌ام آمریکای شمالی، جنرال موتورز اروپا، عملیات بین‌المللی جی‌ام، جی‌ام آمریکای جنوبی و جی‌ام فایننشل.
این شرکت در ۳۷ کشور، دارای ۳۹۶ کارخانه تولید خودروهای سبک و سنگین است که با برندهای شورولت، بیوک، جی‌ام‌سی و کادیلاک عرضه می‌شوند.
هامر، هولدن، ساترن، پونتیاک، ساب، اولدزموبیل و دوو نیز از مارک‌های پیشین متعلق به این شرکت به‌شمار می‌آیند. اوپل و واکسول در سال ۲۰۱۷ به گروه پی‌اس‌ای فروخته شد. همچنین برند ساب در همین سال به اسپایکرز کار هلند واگذار شد.

## تاریخچه

### دههٔ ۱۹۰۰ تا ۱۹۲۰
در سال ۱۸۹۷ شرکت خودروسازی اولدزموبیل، که قدیمی‌ترین واحد جنرال موتورز محسوب می‌شود با سرمایه ۵۰ هزار دلار، توسط رانسوم ای. اولدز تأسیس شد. دو سال بعد و در سال ۱۸۹۹ با ادغام این شرکت با کارخانه‌های موتور بنزینی اولدز، شرکت موتور اولدز تشکیل شد و نخستین کارخانه مخصوص ساخت خودرو در ایالات متحده آمریکا، به راه افتاد. این زمانی بود، که آدام اوپل در آلمان نیز نخستین خودروی اوپل را ساخت.
سال‌های ۱۹۰۲ و ۱۹۰۳ به ترتیب، نخست شرکت کادیلاک؛ در دیترویت، توسط هنری ام. لیلند، سپس شرکت بیوک توسط دیوید دانبار بیوک تأسیس شدند. این دو شرکت، سپس به جنرال موتورز پیوستند. یک سال بعد، در ۱۹۰۴ ویلیام سی. دورانت، مدیریت شرکت موتور بیوک را برعهده گرفت.
در ۱۹۰۵ کادیلاک، موتور تک سیلندر مورد علاقه هنری لیلند را ساخت و دو سال بعد، بیوک نخستین خودروی چهار سیلندر را، طراحی و عرضه کرد. در همین سال، نخستین مدرسه کاربردی آموزش مکانیک خودرو، توسط هنری لیلاند، به نام دی مدل، تأسیس شد.
اما نقطه عطف صنعت خودرو، در سال ۱۹۰۸ پدید آمد، که تحت رهبری ویلیام دورانت، شرکت جنرال موتورز، متشکل از شرکت موتور بیوک تأسیس شد. اولدزموبیل دومین شرکتی بود، که با قیمت ۵ میلیون دلار، توسط جنرال موتورز خریداری شد. سال بعد، کادیلاک نیز با مبلغ ۵ میلیون دلار، به مالکیت جنرال موتورز درآمد و در پی آن، هنری ام. لیلند و پسرش، برای کار در جنرال موتورز دعوت شدند. در همین سال، پونتیاک نیز خریداری و به جمع گروه جنرال موتورز، پیوست شد.
در سال ۱۹۱۰ جیمز استورو به جای ویلیام دورانت، رهبری شرکت جنرال موتورز را به عهده گرفت و واحدهای فنی و آزمایشگاه مرکزی تحقیقات را، بنیان نهاد. در همین سال، شرکت کامیون‌سازی جنرال موتورز نیز افتتاح شد. فعالیت واحد فروش خارجی شرکت نیز، از همین سال آغاز بکار کرد. همزمان، شرکت شورلت توسط لوئیس شورلت تأسیس شد. یک سال بعد، ویلیام دورانت، نیمی از سهام شرکت شورولت را خریداری کرد و به‌عنوان مدیرعامل شورولت منصوب شد. چندی بعد، با مشارکت لوئیس شورولت، موفق شد با خرید اکثریت سهام جی‌ام، بار دیگر کنترل شرکت جنرال موتورز را در دست گیرد.
در ۱۹۱۴ کادیلاک نخستین موتور هشت سیلندر را با قدرت ۷۰ اسب بخار تولید نمود و برای نخستین‌بار، از ترموستات برای کنترل سامانه خنک‌کننده استفاده کرد. جنرال موتورز، چهار سال بعد، شرکت موتور شورلت را، به‌دست آورد. در سال ۱۹۱۸ جنرال موتورز کانادا تأسیس شد.

### دههٔ ۱۹۲۰ تا ۱۹۴۰
در سال ۱۹۲۰ ویلیام دورانت از سمت مدیرعاملی شرکت جنرال موتورز استعفا داد و پیراس. دوپونت جایگزین او شد. اما سه سال زمان لازم بود، تا زمینه تحولات مدیریتی، در جنرال موتورز رخ دهد.
در سال ۱۹۲۳ با انتخاب آلفرد پی. اسلون به عنوان رئیس هیئت مدیره شرکت، این اتفاق به وقوع پیوست. رهبری ۳۳ ساله او بر شرکت، جنرال موتورز را متحول کرد. اسلون، از همان بدو ورود، استراتژی تولید در شرکت جنرال موتورز را در پیامی به سهامداران چنین اعلام کرد:
یک خودرو برای هر نفر… !
در دههٔ ۱۹۲۰ شرکت در بسیاری کشورها کارخانه تولید خودرو برپا کرد. برای نخستین بار، بنزین اتیلی در آزمایشگاه‌های شرکت ساخته و عرضه شد. در سال ۱۹۲۵، شرکت موتور واکسول توسط جنرال موتورز خریداری شد.

### دههٔ ۱۹۴۰ تا ۱۹۶۰
در سال ۱۹۴۰ شرکت جنرال موتورز، تولید ۲۵ میلیون خودرو خود را، جشن گرفت. در سال ۱۹۵۶ پس از ۳۳ سال رهبری، آلفرد اسلون بازنشسته شد و چارلز ویلسون بر منصب ریاست شرکت جنرال موتورز تکیه زد. در طول دههٔ ۱۹۵۰ مدل‌های متنوع خودرو، توسط این شرکت، عرضه شد.

### دههٔ ۱۹۶۰ تا ۱۹۸۰
تولید شرکت جنرال موتورز، در سال‌های ۱۹۶۲ و ۱۹۶۷ به ترتیب از مرز ۷۵ و ۱۰۰ میلیون خودرو در سال گذشت. در ۱۹۶۷ در یک تغییر ساختاری، شرکت به صورت گروه‌های مجزای خودروهای سبک و کامیون، بدنه و مونتاژ، قطعات خودرو و بخش خارجی از آمریکا، درآمد.
در ۱۹۷۴، جنرال موتورز فناوری مبدل‌های کاتالیستی را عرضه کرد و تمام خودروهایی که سال پس از آن تولید کرد، به این سامانه مجهز بود.

### دههٔ ۱۹۸۰ تا ۲۰۰۰
در اواخر دههٔ ۱۹۸۰ و سال‌های ابتدای دههٔ ۱۹۹۰ در طی چهار سال، با صرف ۴۰ میلیارد دلار هزینه، در یک برنامهٔ جهانی، شرکت همهٔ کارخانه‌های مونتاژ خود را بازسازی کرد، که باعث شد شرکت بزرگ جنرال موتورز، نخستین افت مالی را تجربه کند.
در ۱۹۸۳، در سالگرد ۷۵ سالگی شرکت، با ۲۳۵ میلیون خودروی تولیدی همراه شد. در ۱۹۹۰، نخستین خودرو با کیسه هوا (ایربگ) تولید شد. در همین سال، جنرال موتورز، نخستین خودروی سواری نوع کوچک خود، به نام ساترن را عرضه کرد. هدف از راه‌اندازی بخش ساترن، تبدیل خط مونتاژ سنتی، به کارگروهی نوآورانه بود.
در سال ۱۹۹۲ جان اسمیت به عنوان مدیرعامل جنرال موتورز، انتخاب شد. براساس چشم‌انداز شرکت، به عنوان یک سازمان یادگیرنده، دانشگاه جنرال موتورز، در سال ۱۹۹۷ تأسیس شد. سال بعد، شرکت دلفای از جنرال موتورز جدا و به عنوان یک شرکت مستقل، ثبت شد. سال ۱۹۹۸، ریچارد واگونر جایگزین اسمیت شده و سکان رهبری جنرال موتورز را در دست گرفت.

### دههٔ ۲۰۰۰ تا کنون
در سال‌ها آغازین دههٔ ۲۰۰۰ میلادی، گمان می‌رفت که هزینهٔ ۴۰ میلیارد دلاری بازسازی و اتوماسیون خطوط تولیدی که این شرکت در طول دههٔ ۱۹۹۰ در کارخانجات تولیدی خود، در سراسر جهان اجرا کرده بود، خیال جنرال موتورز را، از رقیب سرسخت و متفکری چون تویوتا راحت می‌کند.

## زمینه فعالیت
هم‌اکنون، جنرال موتورز بزرگ‌ترین شرکت خودروساز جهان، از لحاظ میزان درآمد و شمار خودروهای تولیدی، محسوب می‌شود.
دفتر مرکزی این شرکت در دیترویت، میشیگان ایالات متحده قرار دارد، اما جنرال موتورز در ۳۳ کشور، کارخانه‌های خودروسازی دایر نموده است و محصولات خود، شامل کلاس‌های گوناگون خودرو و کامیون را در بیش از ۲۰۰ کشور عرضه می‌کند. بیش از ۲۵ هزار واحد ارائه خدمات جهانی، قطعات خودروهای تولیدی شرکت را تأمین می‌کنند.

## برندها
جنرال موتورز در واقع مجموعه‌ای از چندین کارخانه گوناگون خودروسازی و موتورسازی است، که به مرور زمان، به هم پیوسته‌اند. اکنون اسامی آن شرکت‌ها بر روی محصولات گوناگون این شرکت وجود دارد و نشان تجاری خودروها محسوب می‌شوند.
| نام برند | نشان تجاری | بنیان‌گذاری | تولید نخست | پیوست به جی‌ام | بازار محصولات                         |
| -------- | ---------- | ---------- | ---------- | ------------- | ------------------------------------- |
| بااوجون  |            | ۲۰۱۰       | ۲۰۱۰       | ۲۰۱۰          | جمهوری خلق چین                        |
| بیوک     |            | ۱۸۹۹       | ۱۹۰۳       | ۱۹۰۸          | آمریکای شمالی، چین، اسرائیل           |
| کادیلاک  |            | ۱۹۰۲       | ۱۹۰۲       | ۱۹۰۹          | آمریکای شمالی، اروپا، آسیا، خاورمیانه |
| شورولت   |            | ۱۹۱۱       | ۱۹۱۱       | ۱۹۱۱          | همه قاره‌ها                            |
| جی‌ام‌سی   |            | ۱۹۰۱       | ۱۹۰۱       | ۱۹۰۹          | آمریکای شمالی، خاورمیانه              |
| وولینگ   |            | ۲۰۰۲       | ۲۰۰۲       | ۲۰۰۲          | جمهوری خلق چین                        |